# George Campbell (calciatore)
George Campbell (Chester, 22 giugno 2001) è un calciatore statunitense, difensore del West Bromwich e della nazionale statunitense.

## Carriera

### Club
Cresciuto calcisticamente nelle giovanili dell'Atlanta United, nel 2019 ha esordito con la seconda squadra, sempre nello stesso anno, ha firmato il suo primo contratto da professionista, che entrerà in vigore dal 1º gennaio 2020. L'8 marzo 2020 ha debuttato in MLS, giocando l'incontro vinto per 2-1 contro l'FC Cincinnati. Il 7 aprile 2021 ha anche esordito nelle competizioni continentali, giocando l'incontro di CONCACAF Champions League vinto per 0-1 sul campo dei costaricani dell'Alajuelense. L'11 settembre successivo ha realizzato la sua prima rete in campionato, nella vittoria per 3-0 contro l'Orlando City.
Il 13 dicembre 2022 viene acquistato dal CF Montréal.

### Nazionale
Il 18 gennaio 2025 debutta con gli Stati Uniti nell'amichevole vinta per 3-1 contro Venezuela.

## Statistiche

### Presenze e reti nei club
Statistiche aggiornate al 17 luglio 2025.
| Stagione                | Squadra                 | Campionato              | Campionato | Campionato | Coppe nazionali | Coppe nazionali | Coppe nazionali | Coppe continentali | Coppe continentali | Coppe continentali | Altre coppe | Altre coppe | Altre coppe | Totale | Totale |
| Stagione                | Squadra                 | Comp                    | Pres       | Reti       | Comp            | Pres            | Reti            | Comp               | Pres               | Reti               | Comp        | Pres        | Reti        | Pres   | Reti   |
| ----------------------- | ----------------------- | ----------------------- | ---------- | ---------- | --------------- | --------------- | --------------- | ------------------ | ------------------ | ------------------ | ----------- | ----------- | ----------- | ------ | ------ |
| 2019                    | Atlanta United 2        | USLC                    | 22         | 2          |                 | -               | -               |                    | -                  | -                  |             | -           | -           | 22     | 2      |
| 2021                    | Atlanta United 2        | USLC                    | 5          | 0          |                 | -               | -               |                    | -                  | -                  |             | -           | -           | 5      | 0      |
| Totale Atlanta United 2 | Totale Atlanta United 2 | Totale Atlanta United 2 | 27         | 2          |                 | -               | -               |                    | -                  | -                  |             | -           | -           | 27     | 2      |
| 2020                    | Atlanta United          | MLS                     | 1          | 0          |                 | -               | -               | CCL                | 0                  | 0                  |             | -           | -           | 1      | 0      |
| 2021                    | Atlanta United          | MLS                     | 15         | 1          |                 | -               | -               | CCL                | 1                  | 0                  |             | -           | -           | 16     | 1      |
| 2022                    | Atlanta United          | MLS                     | 20         | 0          | USOC            | 1               | 0               |                    | -                  | -                  |             | -           | -           | 21     | 0      |
| Totale Atlanta United   | Totale Atlanta United   | Totale Atlanta United   | 36         | 1          |                 | 1               | 0               |                    | 1                  | 0                  |             | -           | -           | 38     | 1      |
| 2023                    | CF Montréal             | MLS                     | 26         | 1          | CC              | 3               | 0               |                    | -                  | -                  | LC          | 0           | 0           | 29     | 1      |
| 2024                    | CF Montréal             | MLS                     | 28+1       | 0          | CC              | 2               | 0               |                    | -                  | -                  | LC          | 0           | 0           | 31     | 0      |
| 2025                    | CF Montréal             | MLS                     | 16         | 0          | CC              | 2               | 0               |                    | -                  | -                  | LC          | -           | -           | 18     | 0      |
| Totale CF Montreal      | Totale CF Montreal      | Totale CF Montreal      | 71         | 1          |                 | 7               | 0               |                    | -                  | -                  |             | 0           | 0           | 78     | 1      |
| Totale carriera         | Totale carriera         | Totale carriera         | 134        | 4          |                 | 8               | 0               |                    | 1                  | 0                  |             | 0           | 0           | 143    | 4      |

### Cronologia presenze e reti in nazionale
| Cronologia completa delle presenze e delle reti in nazionale ― Stati Uniti | Cronologia completa delle presenze e delle reti in nazionale ― Stati Uniti | Cronologia completa delle presenze e delle reti in nazionale ― Stati Uniti | Cronologia completa delle presenze e delle reti in nazionale ― Stati Uniti | Cronologia completa delle presenze e delle reti in nazionale ― Stati Uniti | Cronologia completa delle presenze e delle reti in nazionale ― Stati Uniti | Cronologia completa delle presenze e delle reti in nazionale ― Stati Uniti | Cronologia completa delle presenze e delle reti in nazionale ― Stati Uniti |
| Data                                                                       | Città                                                                      | In casa                                                                    | Risultato                                                                  | Ospiti                                                                     | Competizione                                                               | Reti                                                                       | Note                                                                       |
| -------------------------------------------------------------------------- | -------------------------------------------------------------------------- | -------------------------------------------------------------------------- | -------------------------------------------------------------------------- | -------------------------------------------------------------------------- | -------------------------------------------------------------------------- | -------------------------------------------------------------------------- | -------------------------------------------------------------------------- |
| 18-1-2025                                                                  | Fort Lauderdale                                                            | Stati Uniti                                                                | 3 – 1                                                                      | Venezuela                                                                  | Amichevole                                                                 | -                                                                          | 88’                                                                        |
| Totale                                                                     |                                                                            | Presenze                                                                   | 1                                                                          |                                                                            | Reti                                                                       | 0                                                                          |                                                                            |